# 쿠데타

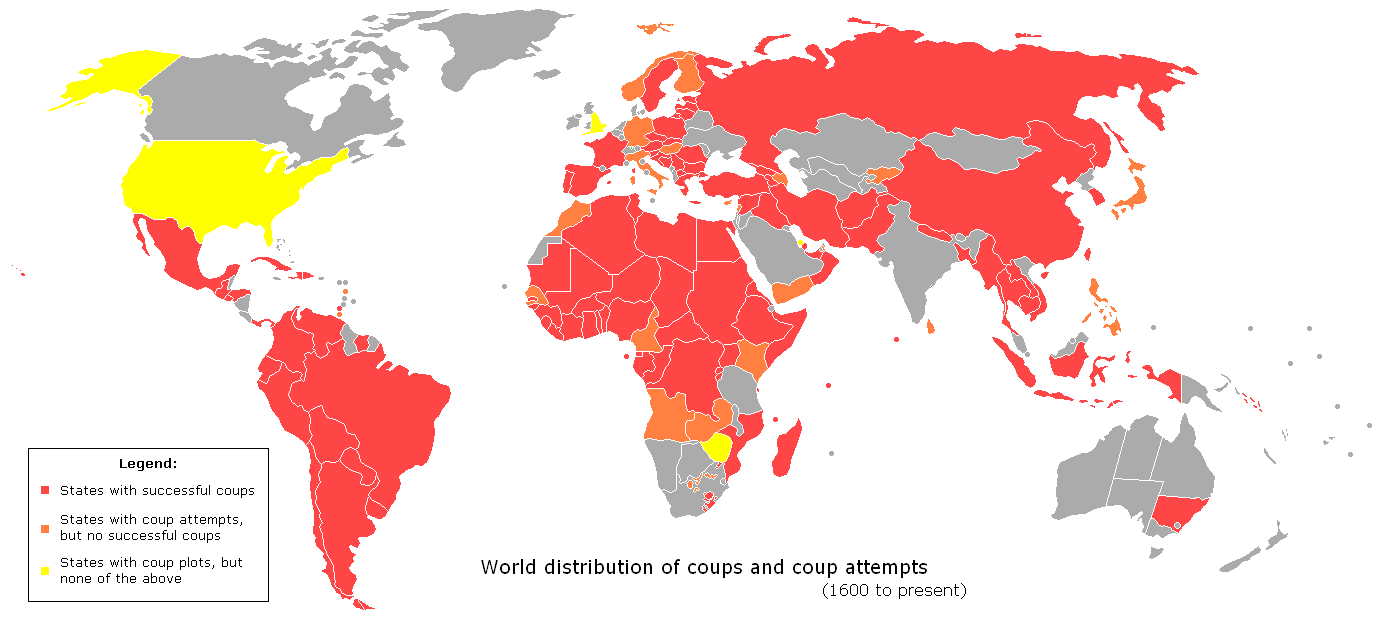
붉은색은 성공한 쿠데타 경험이 있는 국가, 주황색은 쿠데타 경험은 있으나 모두 진압된 국가, 노란색은 쿠데타 음모는 있으나 실행에 옮겨진 적이 없는 국가이다.

쿠데타(프랑스어: coup d'État [ku d‿e.ta][*])는 프랑스어로 정부에 일격을 가한다는 뜻으로, 군대와 경찰 등을 동원한 정치적 선동과 무력(武力)으로 정권을 무너뜨리거나 빼앗는 일을 통상적으로 지칭하는 단어이다. 유사하지만 다른 것으로, 보통 내부적으로 정권이 불안한 상태에서 발생하고, 지배계급내부의 단순한 권력 이동이 이루어지며, 체제 변혁을 목적으로 하는 혁명과는 구별된다.

## 분류
정치학자 새뮤얼 헌팅턴은 세가지로 쿠데타의 성격을 분류하였다.
- 변혁적 쿠데타 - 혁명적인 군부를 주축으로 정부에 반기를 들어 해산시키고 군부가 조직하는 새로운 관료집단 체계 생성을 목표로 하며, 중·말단 관료조직에 의해 이루어지는 쿠데타. (1952년 이집트, 1960년 터키, 1961년 대한민국 5.16 군사 정변)
- 정권수호적 친위 쿠데타 - 합법적으로 집권한 권력자가 불법적인 방법으로 더 큰 권력을 얻기 위해 일으키는, 또는 임기가 제한된 대통령 신분의 집권자가 자신의 임기를 종신으로 변경하기 위해서 일으키는 쿠데타. (1772년 구스타프 3세, 1972년 대한민국 10월 유신, 2024년 대한민국 쿠데타)
- 거부의사의 쿠데타 - 대중들의 집단적 참여와 사회적 움직임 등이 광대하고 통치에 있어서 군부에 대한 일련의 저항 움직임에 대해 억압과 학살의 방향으로 자행되는 쿠데타. (1980년 대한민국 5·17 쿠데타, 1973년 칠레 쿠데타, 1944년 나치 독일 내부)

## 세계의 주요 쿠데타
- 테르미도르의 반동
- 1851년 프랑스 쿠데타
- 1922년 이탈리아 파시즘 쿠데타
- 1923년 뮌헨 폭동
- 1932년 태국 쿠데타
- 1940년 쿠바 쿠데타
- 1943년 아르헨티나 쿠데타
- 1953년 이란 쿠데타
- 1954년 과테말라 쿠데타
- 1956년 아르헨티나 쿠데타
- 1957년 태국 쿠데타
- 1958년 쿠바 쿠데타
- 1960년 터키 쿠데타
- 1961년 대한민국 쿠데타
- 1962년 버마 쿠데타
- 1963년 월남 쿠데타
- 1963년 이라크 쿠데타
- 1964년 브라질 쿠데타
- 1965년 인도네시아 쿠데타
- 1967년 그리스 쿠데타
- 1968년 이라크 알바크르 쿠데타
- 1971년 터키 쿠데타
- 1972년 대한민국 쿠데타
- 1972년 조선민주주의인민공화국 쿠데타[1][2]
- 1973년 칠레 쿠데타
- 1974년 포르투갈 좌파 청년 장교 쿠데타
- 1976년 아르헨티나 쿠데타
- 1979년 대한민국 쿠데타
- 1980년 터키 쿠데타
- 1988년 미얀마 쿠데타
- 1991년 소련 8월 쿠데타
- 1992년 태국 쿠데타
- 1999년 파키스탄 쿠데타
- 2005년 네팔 쿠데타
- 2006년 태국 쿠데타
- 2009년 온두라스 쿠데타
- 2012년 말리 쿠데타
- 2013년 남수단 쿠데타
- 2016년 터키 쿠데타 미수
- 2017년 짐바브웨 쿠데타
- 2019년 수단 쿠데타
- 2020년 말리 쿠데타
- 2021년 미얀마 쿠데타
- 2024년 대한민국 쿠데타

## 같이 보기
- 문민 통제
- 친위 쿠데타